# Manuel Fernández-Galiano Fernández
Manuel Fernández-Galiano Fernández (Sevilla, 17 de juliol de 1918 - Madrid, 29 de novembre de 1988), va ser un hel·lenista i professor espanyol, membre de la Reial Acadèmia Espanyola.
La seva carrera professional la va començar en l'ensenyament secundari. Inicialment es va plantejar ser professor de llengua i literatura espanyola, però va decidir presentar-se a les oposicions a càtedras de grec, que li van portar a ser catedràtic de l'Institut Isabel la Catòlica de Madrid el 1943. Posteriorment, el 1947, va guanyar la càtedra de Filologia Grega de la Universitat Complutense de Madrid. El 1970 es va traslladar a la Universitat Autònoma de Madrid, de la qual va ser vicerector.
La seva tasca investigadora va produir més de tres-centes publicacions, entre elles traduccions, edicions crítiques i comentaris d'autors com Homer, Sòfocles, Píndar, Plató, Demòstenes, Epicur i Heròdot i estudis del període neogrec (va ser president del Comitè Español d'Estudis Bizantins); a més d'incursions en els papirs egipcis i en la literatura medieval (Dante) moderna (Shakespeare) o contemporània (James Joyce).
El 1947 l'editor Afrodisio Aguado va publicar la seva traducció de l'alemany de Carlos II, de Ludwig Pfandl, enriquida amb notes en les quals es recullen moltes de les cites exactes a les quals al·ludeix l'autor, a més de diverses precisions que enriqueixen el valor historiogràfic de l'obra.
Amb motiu de la seva jubilació, el 1984 es va publicar en el seu honor una recopilació d'articles titulada Apophoreta Philologica Emmanueli Fernández-Galiano a Sodalibus Oblata. Fou membre destacat de l'Asociación Cultural Hispano-Helénica i de la Fundación Pastor.
El 1987 fou elegit acadèmic de la Reial Acadèmia Espanyola, ocupant la butaca c. Va morir un any després, el 1988.

## Obres
- La transcripción castellana de los nombres propios griegos Arxivat 2016-01-29 a Wayback Machine., Madrid, SEEC, 1969, 2ª edición, 160 pp., Dep. Legal M-4160-1969.